# Rookie offensivo dell'anno della NFL
L'NFL Offensive Rookie of the Year è il trofeo assegnato annualmente, a partire dalla stagione 1967, al miglior giocatore offensivo al suo primo anno da professionista della National Football League. 
Diverse testate giornalistiche e associazioni di settore assegnano un riconoscimento al migliore rookie della stagione, come la Pro Football Writers of America, ma la NFL considera come ufficiale quello assegnato dall'Associated Press, noto anche come AP Offensive Rookie of the Year Award. 
Il premio infatti è riportato nel Record and Fact Book pubblicato dalla NFL per ogni stagione ed è consegnato dalla stagione 2012 durante la cerimonia NFL Honors che si tiene nei giorni precedenti il Super Bowl.
Al 2022, dodici di questi giocatori sono entrati nella Pro Football Hall of Fame.

## Selezione
Il vincitore viene scelto da un giuria composta da 50 giornalisti sportivi che seguono regolarmente la National Football League, selezionati dall'Associated Press in modo da coprire uniformemente tutti i media (carta stampata, televisione, radio e web) e che raccontino la NFL su base nazionale, ossia non avendo conoscenza specifica di una singola squadra ma dell'intero campionato.
Il sistema di votazione adottato, comune per tutti i premi assegnati dall'Associated Press per la NFL, fino al 2021 prevedeva che ogni giornalista indicasse il suo candidato e venisse quindi eletto vincitore il più votato, portando questo negli anni a risultati non sempre largamente condivisi dalla giuria. A partire invece dalla stagione 2022 il sistema di voto adottato prevede che ogni giornalista esprima le sue tre prime scelte e quindi il vincitore determinato da tutti i voti ricevuti, pesati in base alla posizione assegnata. Tale sistema se da un lato permette di indicare oltre al vincitore anche il secondo e terzo classificato, dall'altro può produrre che il vincitore non sia necessariamente quello più votato come prima scelta dalla maggioranza dei 50 giornalisti.

## Albo d'oro
Hall of Famer
| Stagione | Vincitore          | Ruolo         | Squadra               | Note   |
| -------- | ------------------ | ------------- | --------------------- | ------ |
| 1967     | Mel Farr           | Running back  | Detroit Lions         |        |
| 1968     | Earl McCullouch    | Wide receiver | Detroit Lions         |        |
| 1969     | Calvin Hill        | Running back  | Dallas Cowboys        |        |
| 1970     | Dennis Shaw        | Quarterback   | Buffalo Bills         |        |
| 1971     | John Brockington   | Running back  | Green Bay Packers     |        |
| 1972     | Franco Harris      | Running back  | Pittsburgh Steelers   |        |
| 1973     | Chuck Foreman      | Running back  | Minnesota Vikings     |        |
| 1974     | Don Woods          | Running back  | San Diego Chargers    |        |
| 1975     | Mike Thomas        | Running back  | Washington Redskins   |        |
| 1976     | Sammy White        | Wide receiver | Minnesota Vikings     |        |
| 1977     | Tony Dorsett       | Running back  | Dallas Cowboys        |        |
| 1978     | Earl Campbell      | Running back  | Houston Oilers        |        |
| 1979     | Ottis Anderson     | Running back  | St. Louis Cardinals   |        |
| 1980     | Billy Sims         | Running back  | Detroit Lions         |        |
| 1981     | George Rogers      | Running back  | New Orleans Saints    |        |
| 1982     | Marcus Allen       | Running back  | L.A. Raiders          |        |
| 1983     | Eric Dickerson     | Running back  | Los Angeles Rams      |        |
| 1984     | Louis Lipps        | Wide receiver | Pittsburgh Steelers   |        |
| 1985     | Eddie Brown        | Wide receiver | Cincinnati Bengals    |        |
| 1986     | Rueben Mayes       | Running back  | New Orleans Saints    |        |
| 1987     | Troy Stradford     | Running back  | Miami Dolphins        |        |
| 1988     | John Stephens      | Running back  | New England Patriots  |        |
| 1989     | Barry Sanders      | Running back  | Detroit Lions         |        |
| 1990     | Emmitt Smith       | Running back  | Dallas Cowboys        |        |
| 1991     | Leonard Russell    | Running back  | New England Patriots  |        |
| 1992     | Carl Pickens       | Wide receiver | Cincinnati Bengals    |        |
| 1993     | Jerome Bettis      | Running back  | Los Angeles Rams      |        |
| 1994     | Marshall Faulk     | Running back  | Indianapolis Colts    |        |
| 1995     | Curtis Martin      | Running back  | New England Patriots  |        |
| 1996     | Eddie George       | Running back  | Houston Oilers        |        |
| 1997     | Warrick Dunn       | Running back  | Tampa Bay Buccaneers  |        |
| 1998     | Randy Moss         | Wide receiver | Minnesota Vikings     |        |
| 1999     | Edgerrin James     | Running back  | Indianapolis Colts    |        |
| 2000     | Mike Anderson      | Running back  | Denver Broncos        |        |
| 2001     | Anthony Thomas     | Running back  | Chicago Bears         |        |
| 2002     | Clinton Portis     | Running back  | Denver Broncos        |        |
| 2003     | Anquan Boldin      | Wide receiver | Arizona Cardinals     |        |
| 2004     | Ben Roethlisberger | Quarterback   | Pittsburgh Steelers   |        |
| 2005     | Carnell Williams   | Running back  | Tampa Bay Buccaneers  |        |
| 2006     | Vince Young        | Quarterback   | Tennessee Titans      |        |
| 2007     | Adrian Peterson    | Running back  | Minnesota Vikings     |        |
| 2008     | Matt Ryan          | Quarterback   | Atlanta Falcons       |        |
| 2009     | Percy Harvin       | Wide receiver | Minnesota Vikings     |        |
| 2010     | Sam Bradford       | Quarterback   | St. Louis Rams        |        |
| 2011     | Cam Newton         | Quarterback   | Carolina Panthers     |        |
| 2012     | Robert Griffin III | Quarterback   | Washington Redskins   |        |
| 2013     | Eddie Lacy         | Running back  | Green Bay Packers     | [ 8 ]  |
| 2014     | Odell Beckham      | Wide receiver | New York Giants       | [ 9 ]  |
| 2015     | Todd Gurley        | Running back  | St. Louis Rams        | [ 10 ] |
| 2016     | Dak Prescott       | Quarterback   | Dallas Cowboys        | [ 11 ] |
| 2017     | Alvin Kamara       | Running back  | New Orleans Saints    | [ 12 ] |
| 2018     | Saquon Barkley     | Running back  | New York Giants       | [ 13 ] |
| 2019     | Kyler Murray       | Quarterback   | Arizona Cardinals     | [ 14 ] |
| 2020     | Justin Herbert     | Quarterback   | Los Angeles Chargers  | [ 15 ] |
| 2021     | Ja'Marr Chase      | Wide receiver | Cincinnati Bengals    | [ 16 ] |
| 2022     | Garrett Wilson     | Wide receiver | New York Jets         | [ 17 ] |
| 2023     | C.J. Stroud        | Quarterback   | Houston Texans        | [ 18 ] |
| 2024     | Jayden Daniels     | Quarterback   | Washington Commanders | [ 19 ] |

## Premi assegnati da altre testate

### Pro Football Writers of America
Di seguito l'elenco dei vincitori del premio assegnato dalla Pro Football Writers of America (PFWA), associazione di giornalisti che seguono la NFL:
| Anno | Giocatore                       | Ruolo         | Squadra               |
| ---- | ------------------------------- | ------------- | --------------------- |
| 1969 | Gregg Cook (AFL)                | Quarterback   | Cincinnati Bengals    |
| 1969 | Calvin Hill (NFL)               | Running back  | Dallas Cowboys        |
| 1970 | Dennis Shaw                     | Quarterback   | Buffalo Bills         |
| 1971 | Jim Plunkett                    | Quarterback   | New England Patriots  |
| 1972 | Franco Harris                   | Running back  | Pittsburgh Steelers   |
| 1973 | Chuck Foreman                   | Running back  | Minnesota Vikings     |
| 1974 | Don Woods                       | Running back  | San Diego Chargers    |
| 1975 | Mike Thomas (co-vincitore)      | Running back  | Washington Redskins   |
| 1975 | Steve Bartkowski (co-vincitore) | Quarterback   | Atlanta Falcons       |
| 1976 | Sammy White                     | Wide receiver | Minnesota Vikings     |
| 1977 | Tony Dorsett                    | Running back  | Dallas Cowboys        |
| 1978 | Earl Campbell                   | Running back  | Houston Oilers        |
| 1979 | Ottis Anderson                  | Running back  | St. Louis Cardinals   |
| 1980 | Billy Sims                      | Running back  | Detroit Lions         |
| 1981 | George Rogers                   | Running back  | New Orleans Saints    |
| 1982 | Marcus Allen                    | Running back  | L.A. Raiders          |
| 1983 | Eric Dickerson                  | Running back  | Los Angeles Rams      |
| 1984 | Louis Lipps                     | Wide receiver | Pittsburgh Steelers   |
| 1986 | Rueben Mayes                    | Running back  | New Orleans Saints    |
| 1987 | Troy Stradford                  | Running back  | Miami Dolphins        |
| 1988 | John Stephens (co-vincitore)    | Running back  | New England Patriots  |
| 1988 | Ickey Woods (co-vincitore)      | Running back  | Cincinnati Bengals    |
| 1989 | Barry Sanders                   | Running back  | Detroit Lions         |
| 1990 | Emmitt Smith                    | Running back  | Dallas Cowboys        |
| 1991 | Leonard Russell                 | Running back  | New England Patriots  |
| 1992 | Jason Hanson                    | Placekicker   | Detroit Lions         |
| 1993 | Jerome Bettis                   | Running back  | Los Angeles Rams      |
| 1994 | Marshall Faulk                  | Running back  | Indianapolis Colts    |
| 1995 | Curtis Martin                   | Running back  | New England Patriots  |
| 1996 | Eddie George                    | Running back  | Houston Oilers        |
| 1997 | Warrick Dunn                    | Running back  | Tampa Bay Buccaneers  |
| 1998 | Randy Moss                      | Wide receiver | Minnesota Vikings     |
| 1999 | Edgerrin James                  | Running back  | Indianapolis Colts    |
| 2000 | Mike Anderson                   | Running back  | Denver Broncos        |
| 2001 | Anthony Thomas                  | Running back  | Chicago Bears         |
| 2002 | Clinton Portis                  | Running back  | Denver Broncos        |
| 2003 | Anquan Boldin                   | Wide receiver | Arizona Cardinals     |
| 2004 | Ben Roethlisberger              | Quarterback   | Pittsburgh Steelers   |
| 2005 | Carnell Williams                | Running back  | Tampa Bay Buccaneers  |
| 2006 | Vince Young                     | Quarterback   | Tennessee Titans      |
| 2007 | Adrian Peterson                 | Running back  | Minnesota Vikings     |
| 2008 | Matt Ryan                       | Quarterback   | Atlanta Falcons       |
| 2009 | Percy Harvin                    | Wide receiver | Minnesota Vikings     |
| 2010 | Sam Bradford                    | Quarterback   | St. Louis Rams        |
| 2011 | Cam Newton                      | Quarterback   | Carolina Panthers     |
| 2012 | Robert Griffin III              | Quarterback   | Washington Redskins   |
| 2013 | Keenan Allen                    | Wide receiver | San Diego Chargers    |
| 2014 | Odell Beckham Jr.               | Wide receiver | New York Giants       |
| 2015 | Todd Gurley                     | Running back  | St. Louis Rams        |
| 2016 | Ezekiel Elliott                 | Running back  | Dallas Cowboys        |
| 2017 | Kareem Hunt                     | Running back  | Kansas City Chiefs    |
| 2017 | Alvin Kamara                    | Running back  | New Orleans Saints    |
| 2018 | Saquon Barkley                  | Running back  | New York Giants       |
| 2019 | Josh Jacobs                     | Running back  | Oakland Raiders       |
| 2020 | Justin Herbert                  | Quarterback   | Los Angeles Chargers  |
| 2021 | Ja'Marr Chase                   | Wide receiver | Cincinnati Bengals    |
| 2022 | Garrett Wilson                  | Wide receiver | New York Jets         |
| 2023 | C.J. Stroud                     | Quarterback   | Houston Texans        |
| 2024 | Jayden Daniels                  | Quarterback   | Washington Commanders |